# Eretz Israel Museum

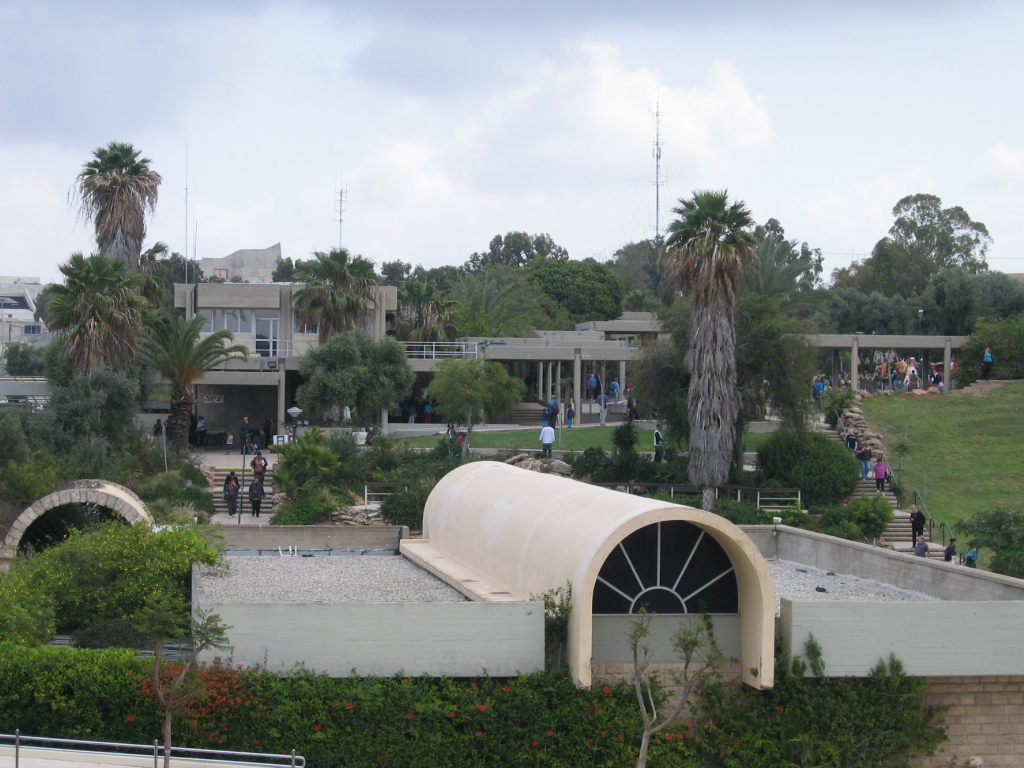
Eretz Israel Museum: Blick über das 'Zentrum Mensch und sein Wirken'

Das Eretz Israel Museum (hebräisch מוּזֵיאוֹן אֶרֶץ יִשְׂרָאֵל Mūsej'ōn Erez Jisra'el, deutsch ‚Museum des Landes Israel‘) ist ein archäologisches und historisches Museum im Ortsteil Ramat Aviv von Tel Aviv, Israel.

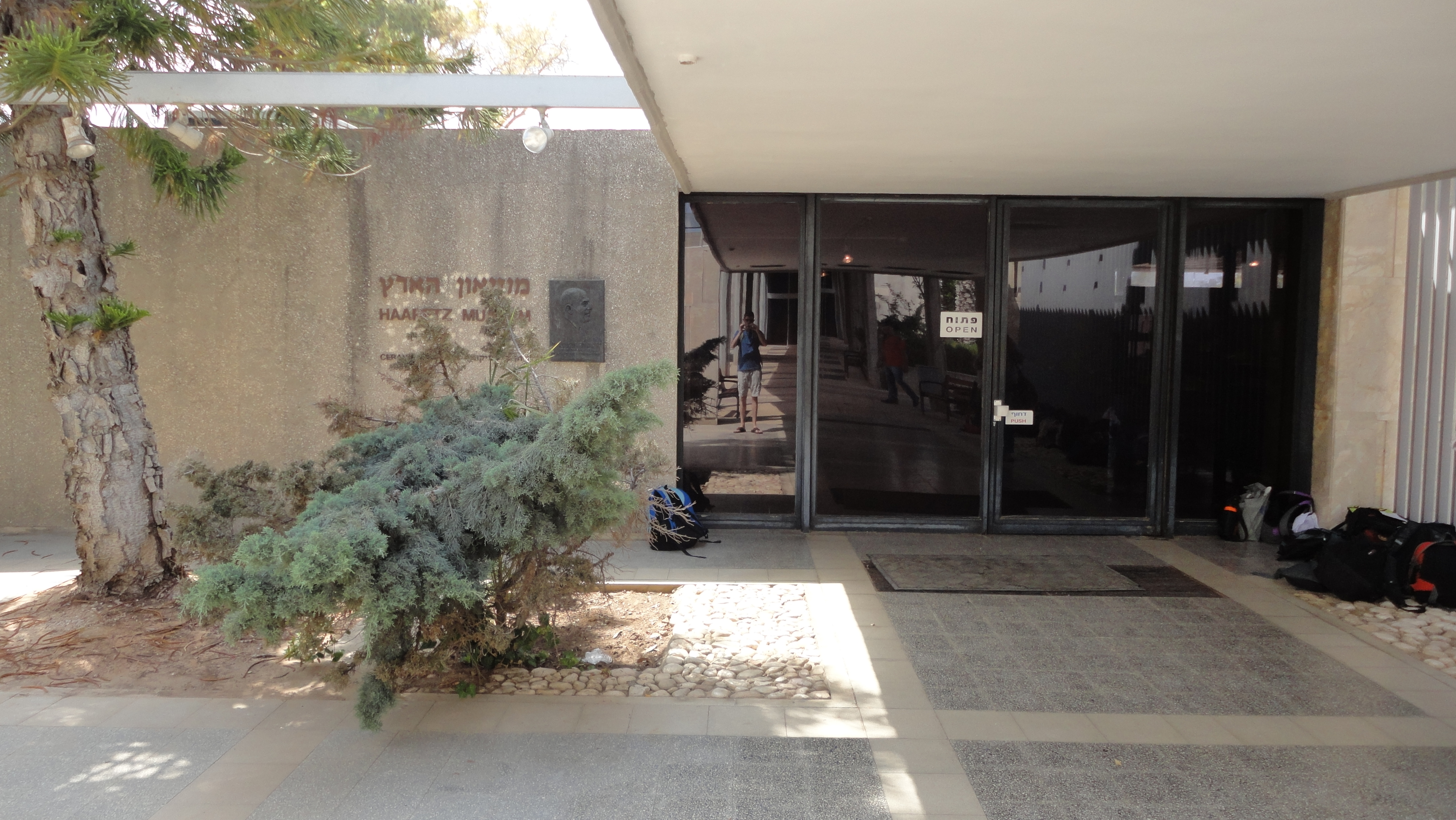
Keramikpavillon mit Tafel des Stifters Walter Moses, 2012

Das Museum wurde 1958 als Ha'aretz Museum (מוּזֵיאוֹן הָאָרֶץ Mūsej'ōn ha'Arez, deutsch ‚Museum des Landes‘) in der mitteleuropäischen Tradition als Landesmuseum gegründet. Die Initiative ging auf Stiftung und Nachlass des deutschstämmigen israelischen Industriellen Walter Moses (1892–1955) zurück. Moses hatte den Nachlass seiner archäologischen Sammlung, die auf 1 Million US-$ taxiert wurde, an die Auflage gebunden, ein Museum zu errichten, das die Kenntnis und Erforschung des Landes durch Sammlungen, Ausstellungen und wissenschaftliche Veröffentlichungen fördert. Begeistert vom jüdischen Wanderbund Blau-Weiß und dem dort verbreiteten Idealismus, sah er in Kenntnis von Kunst und Geschichte ein Mittel, den Sinn für die Schönheit des Heiligen Landes und für seine Geschichte in Verbindung mit den umgebenden Kulturen zu fördern und eine echte Verbundenheit Israels und aller Kulturvölker zu stiften.

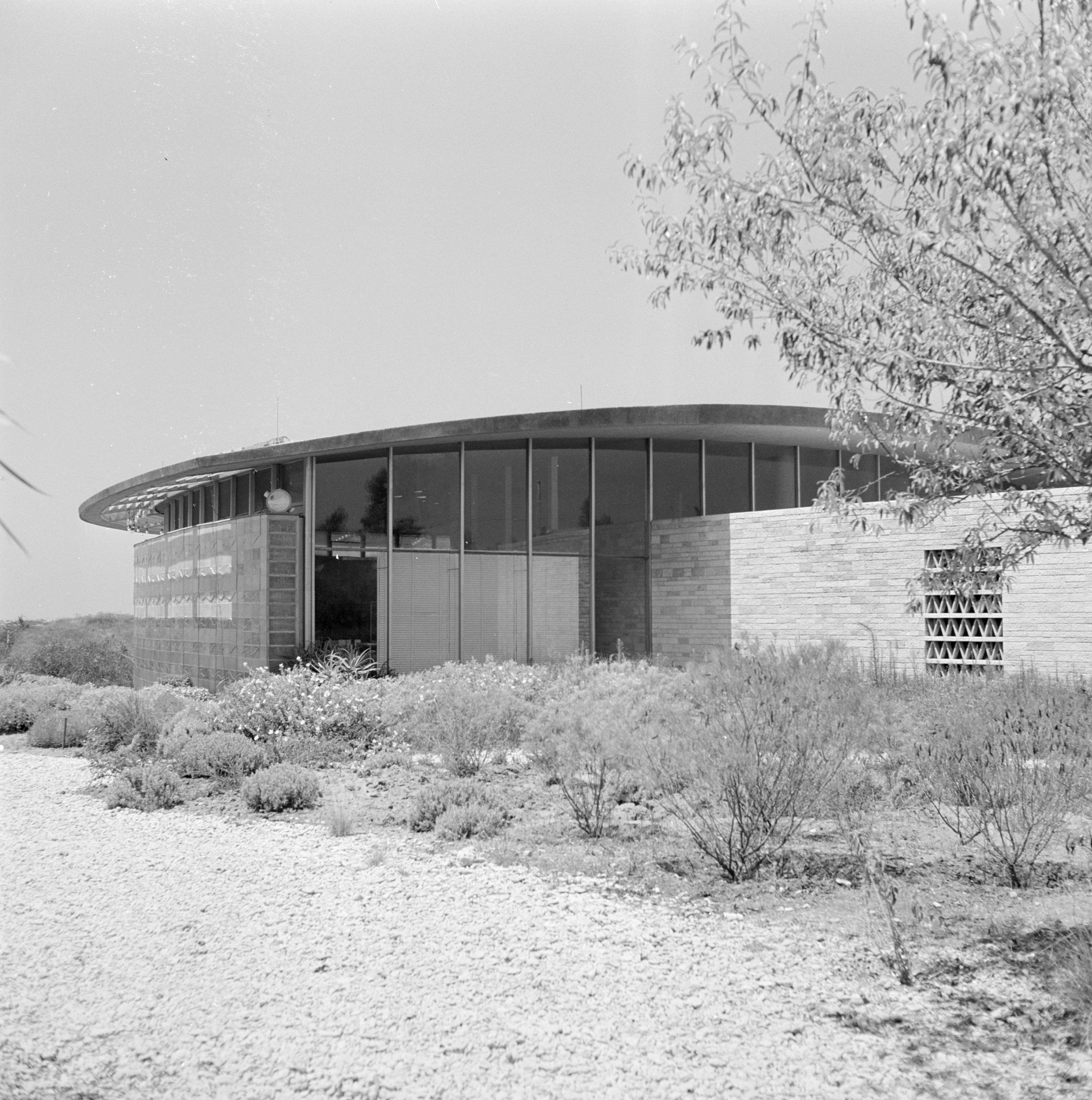
Glaspavillon, 1963

Das Museum eröffnete seine ersten Ausstellungsgebäude im Norden Tel Avivs auf dem und um den Siedlungshügel Tell Qasile und beherbergt heute eine Sammlung archäologischer, anthropologischer und historischer Ausstellungsstücke. Den Plan zu Gestaltung des Museumsgeländes und seiner Bauten lieferte Werner Wittkower (1908–1997), Bruder des Kunsthistorikers Rudolf Wittkower. Im Glaspavillon von Wittkower zeigte das Museum ab 1958 zunächst die Glas-Sammlung aus dem Nachlass von Walter Moses, der 1926 aus Deutschland nach Palästina immigriert war.
In den folgenden Jahren wurde das Museum um weitere Pavillons, die jeweils einem bestimmten Thema und Sammlungsgebiet gewidmet sind, erweitert: den Kadman-Numismatikpavillon (1962, von Wittkower), den Pavillon für Ethnographie und Folklore (1963), den Keramikpavillon (1966, von Wittkower), das Zentrum Mensch und sein Werken und Wirken (1982), den Nechuschthan-Pavillon (1983, Wittkower), den Alexander-Pavillon für Postgeschichte und Philatelie (1998) und das Rothschild Center (2006). Auch ein Planetarium (ebenfalls von Wittkower) und die archäologische Ausgrabungsstätte Tell Qasile, wo ein Ort philistäischer Gründung ergraben wurde, gehören zum Museum. Direktor Rechavʿam Ze'evi änderte den ursprünglichen Museumsnamen 1988 zur jetzigen Bezeichnung.

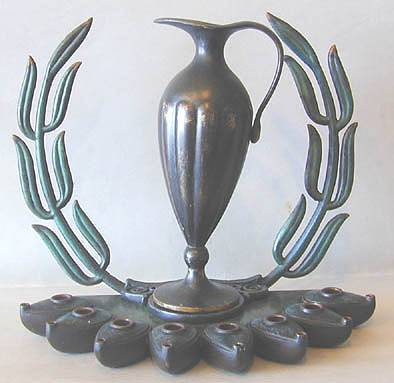
Eine Bronze entworfen von Maurice Ascalon auf einer Judaica-Ausstellung im Eretz Israel Museum
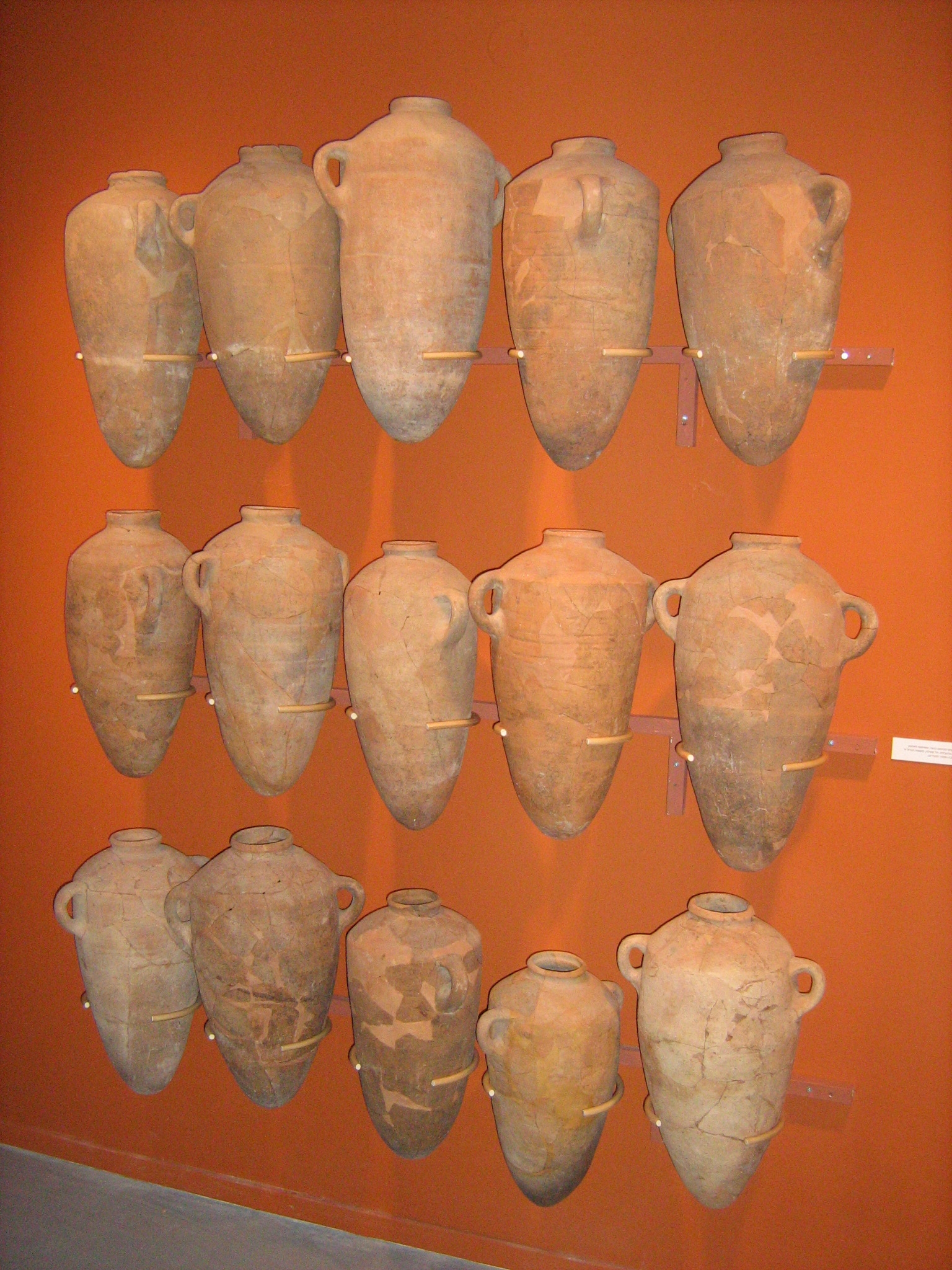
In Tell Qasile ausgegrabene Amphoren
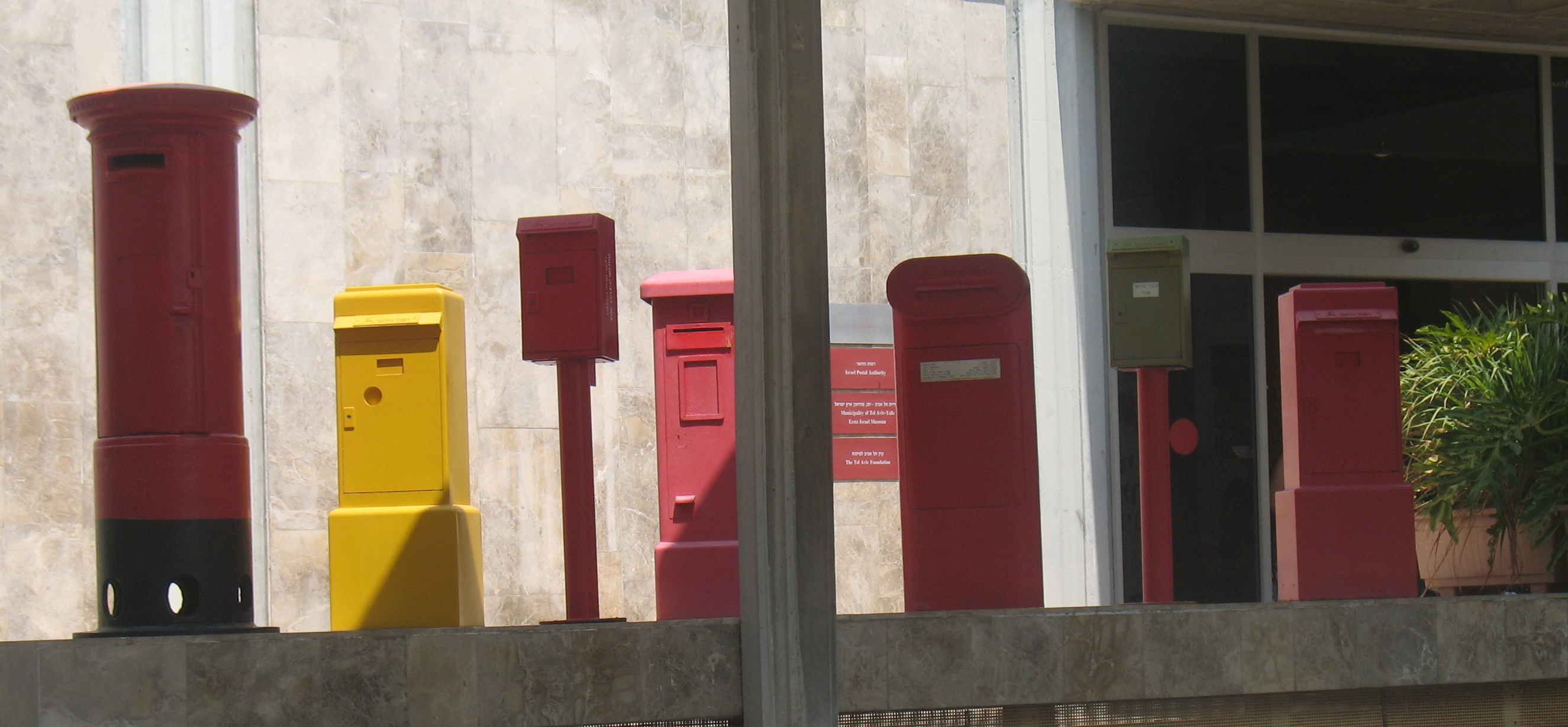
Verschiedene Briefkästen, die die israelische Post über die Jahre nutzte, im Alexander-Pavillon für Postgeschichte und Philatelie